# Edgar Theißen
Pour les articles homonymes, voir Theissen.
Le titre de cet article comprend le caractère ß. Quand ce dernier n'est pas disponible ou non désiré, le nom de l'article peut être représenté comme Edgar Theissen.
Edgar Theißen (14 février 1890 à Aix-la-Chapelle – 20 juin 1968 à Mönchengladbach) est un General der Artillerie allemand qui a servi au sein de la Wehrmacht pendant la Seconde Guerre mondiale.

## Biographie
Theisen est le fils d'un commis. Le 20 février 1908, il s'engage comme porte-drapeau dans le 70e régiment d'artillerie de campagne de l'armée prussienne et est promu lieutenant le 19 août 1909 avec une ancienneté de grade du 17 août 1907.
Edgar Theißen se retire du service actif le 31 décembre 1944.

## Promotions
| Fahnenjunker           | 20 février 1908   |
| Leutnant               | 19 août 1909      |
| Oberleutnant           |                   |
| Hauptmann              |                   |
| Major                  |                   |
| Oberstleutnant         | 1er avril 1932    |
| Oberst                 | 1er juin 1934     |
| Generalmajor           | 1er novembre 1939 |
| Generalleutnant        | 1er octobre 1939  |
| General der Artillerie | 1er octobre 1942  |

## Décorations
- Croix de fer (1914)
  - 2e classe
  - 1re classe
- Croix d'honneur
- Médaille de service de la Wehrmacht
- Agrafe de la Croix de fer (1939)
  - 2e classe
  - 1re classe
- Croix allemande en Or le 11 janvier 1942 en tant que Generalleutnant et commandant de la 262e division d'infanterie.